# Wisen
Wisen (toponimo tedesco) è un comune svizzero di 404 abitanti del Canton Soletta, nel distretto di Gösgen.